# Rafael Beibi
Rafael Beibi é um cantor e compositor brasileiro natural de Piracicaba-SP. Lançou seu primeiro disco solo em 2024, intitulado Pra não cair na beirada do mundo eu aprendo a voar e dou a volta nele e é fundador do primeiro canal de zabumba do mundo, o Zabumblog. Além disso, é também fundador da banda de forró e música brasileira Dona Zaíra e do musical Beatles Cordel, além de ser um dos vocalistas da banda de forró Fuá do Guegué.

## Carreira
Beibi se interessou pela música na adolescência e passou por vários instrumentos, chegando a tocar bateria em bandas locais, mas sua vida mudou quando teve contato com a música regional nordestina. A partir desse contato, começou a tocar zabumba e compor sua primeiras músicas, se descobrindo como cantor e compositor.
Em 2005 Beibi e seus parceiros fundam a banda Dona Zaíra, que gravou quatro álbuns de estúdio durante a carreira, indo do forró tradicional ao experimental e gravando ao lado de nomes como Hermeto Pascoal, Dominguinhos, Trio Virgulino, Rapadura e Francisco el hombre. Em 2015 a banda participou do reality show Superstar, transmitido pela Rede Globo, alcançando projeção nacional. Atualmente a banda se encontra em pausa.
Em 2009 Beibi fundou o Zabumblog, blog e canal onde compartilha dicas de zabumba, com alunos no mundo inteiro.
Em 2019 Beibi deu início ao projeto Beatles Cordel, fazendo a direção artística e o roteiro desse musical que mistura clássicos dos Beatles, teatro, música regional nordestina e poesia. O grupo lançou o disco Beatles Cordel em 2021, contando com participações de Lucy Alves, Zé Pitoco, Bruno Lins e Sapopemba. Em 2023 o projeto ganhou o Prêmio Profissionais da Música.
Ainda em 2019, Beibi foi convidado para ser um dos vocalistas da banda Fuá do Guegué, com a qual lançou dois discos: Fuá do Guegué (2022) e O Baile (2024).
Em 2024 Beibi lançou seu primeiro disco solo, intitulado Pra não cair na beirada do mundo eu aprendo a voar e dou a volta nele, com participações de Nicolas Krassik, Félix Robatto e Guegué Medeiros, que também assina a produção do disco.

## Discografia

### Solo
- 2024: Pra não cair na beirada do mundo eu aprendo a voar e dou a volta nele

### Com outras bandas e projetos

#### Álbuns
- 2008: O Forró de Dona Zaíra - Dona Zaíra
- 2012: Tome Forró - Dona Zaíra
- 2014: Antenas e Raízes - Dona Zaíra
- 2018: Levanta, sacode e dança - Dona Zaíra
- 2021: Beatles Cordel - Beatles Cordel
- 2022: Fuá do Guegué - Fuá do Guegué
- 2024: O baile - Fuá do Guegué

#### Singles
- 2017: "Barulho Bom" - Dona Zaíra e Francisco, el Hombre
- 2018: "Nóis no mesmo busão" - Dona Zaíra e RAPadura Xique-Chico
- 2021: "Acaso" - Dona Zaíra